# Reprezentacja Słowacji w hokeju na lodzie mężczyzn
Reprezentacja Słowacji w hokeju na lodzie mężczyzn – reprezentacja Słowacji w hokeju na lodzie mężczyzn.

## Historia

### Początki hokeja na Słowacji
Początkowo dyscyplina hokeju na lodzie na Słowacji ustępowała podobnej grze bandy (hokej na większym boisku), która była jedną z popularniejszych gier zespołowych rozgrywanych zimą nie tylko na Słowacji, ale na całym terytorium Czechosłowacji, Rosji, czy w Skandynawii. Dopiero po rozegraniu turnieju o mistrzostwo Europy w Wysokich Tatrach na Słowacji rozpoczęto popularyzację kanadyjskiej wersji hokeja.
Cztery lata później, 29 grudnia 1929 roku w osadzie Stary Smokowiec w Wysokich Tatrach po raz pierwszy rozegrano drugi względem wieku (zaraz za Pucharem Spenglera) turniej towarzyski, który rozgrywany jest do dziś – Puchar Tatr. W czasie rozgrywania tego turnieju powołano do życia Slovenská župa kanadského ľadového hokeja, który patronował „kanadyjskiej” odmianie hokeja będąc zarazem częścią Czechosłowackiego Związku Hokeja na Lodzie. Twórcami ligi zostały drużyny: Ski Club Bratislava, ŠK Slávia Banská Bystrica, ŠK Vysoké Tatry, ČsŠK Košice oraz ŠK Žilina. Dwa miesiące później 15 i 16 lutego rozegrano pierwsze mistrzostwa Słowacji. Kolejnym krokiem w popularyzacji hokeja na Słowacji było wystąpienie po raz pierwszy Słowaka w reprezentacji Czechosłowacji Ladislava Trojáka, który zadebiutował w meczu z Kanadą 21 grudnia 1934 roku. Dwa lata później ten sam zawodnik stał się pierwszym hokeistą słowackim na igrzyskach olimpijskich. W 1936 roku do najwyższej klasy rozgrywkowej w Czechosłowacji awansowała drużyna HK Taty, a rok później VŠ Bratislava. W 1938 roku zawieszono działania Czechosłowackiego Związku Hokeja na Lodzie przez rozbicie Czechosłowacji. Jednak na Słowacji istniał dalej Slovenská župa kanadského ľadového hokeja co spowodowało, iż podczas II wojny światowej Słowacja zagrała jedenaście meczów jako samodzielny kraj.
W 1959 roku zmienione nazwę organizacji reprezentującej Słowację w IIHF ze Slovenská župa kanadského ľadového hokeja na Slovenský zväz Ľadového hokeja, czyli Słowacki Związek Hokeja na Lodzie.

### Suwerenność Słowacji (od 1993)
Od 2 lutego 1993 roku jest członkiem IIHF, choć swoje pierwsze mecze rozgrywała podczas II wojny światowej w większości na terenach Trzeciej Rzeszy, bądź terenom podległym temu państwu. Słowacja należy do elitarnej grupy „Wielkiej siódemki”. Od 1996 występuje w Mistrzostwach Świata elity. Wcześniej przez dwa lata uczestniczyli w mistrzostwach niższych dywizji ponieważ po upadku Czechosłowacji musieli rozpocząć zmagania o medale od meczów w grupie C1. W 1994 roku grali w grupie C1. Słowacy przeszli turniej jak burza wygrywając wszystkie mecze i w następnym roku grali w grupie B. W 1995 roku również wygrali turniej i awansowali do elity. W następnym roku zajęli 9. miejsce utrzymując się w gronie najlepszych drużyn. W latach 1997–1999 reprezentacja nie miała oszałamiających wyników. Zajmowała miejsca ósme i siódme.
Największe sukcesy Słowacja święciła w okresie w którym trenerem był Ján Filc, czyli w latach 2000–2002. Już w pierwszym roku pracy trenerskiej Filca, Słowacja zdobyła swój pierwszy medal mistrzostw świata (srebrny), przegrywając w finale ze swoimi sąsiadami – Czechami 3:5. Rok później w Niemczech Słowacy odpadli w ćwierćfinale ponownie z Czechami. Tym razem 0:2. W 2002 roku odbyły się dwa ważne turnieje hokejowe. Pierwszym był turniej olimpijski w Salt Lake City. Słowacy nie spisali się, a przyczyną porażki było brak w drużynie czołowych graczy z ligi NHL, którzy nie mogli brać udziału w turnieju olimpijskim z powodu konfliktu między datami meczów na igrzyskach olimpijskich i terminarzem rozgrywek NHL. Przegrali dwa spotkania (z Niemcami i Austriakami) oraz zremisowali jeden (z Łotwą). W meczu o 13. miejsce wygrali z Francuzami. Trzy miesiące później odbyły się mistrzostw świata w Szwecji, na których Słowacja odniosła historyczny sukces zdobywając złoty medal. Wtedy to Słowacy wygrali m.in. z Polską 7:0, a w finale pokonali reprezentację Rosji 4:3. Był to przedostatni turniej w którym Filc prowadził reprezentację ponieważ podjął decyzję o rezygnacji z funkcję selekcjonera. Jego następcą został František Hossa, chociaż kontrakcie była klauzula, że Filc jeszcze będzie głównym trenerem na pucharze świata w 2004 roku. Od tego czasu Słowacy tylko raz zdobyli medal, lecz po meczu o trzecie miejsce podczas turnieju w Finlandii w roku 2003. W 2004 roku byli bliscy zdobycia drugiego brązowego medalu na Mistrzostwach Świata jednak przegrali ze USA. W latach 2005–2007 z Mistrzostw Świata odpadali już w ćwierćfinale, zaś w 2006 roku na Igrzyskach Olimpijskich w Turynie pomimo wygrania wszystkich meczów w fazie grupowej, w ćwierćfinale ulegli ze swoim sąsiadami Czechami 1-3. W 2008 roku Słowacy po raz pierwszy od dwunastu lat nie zmieścili się w czołowej dziesiątce mistrzostw zajmując dopiero 13. miejsce. Pod koniec czerwca 2008 roku podjęto decyzję o ponownym zatrudnieniu Filca na stanowisko trenera reprezentacji. Rok później Słowacy na MŚ w Szwajcarii ponownie zawiedli zajmując 10. miejsce, w lutym 2010 podczas Igrzysk Olimpijskich w Vancouver po pokonaniu m.in. w ćwierćfinale mistrzów olimpijskich z 2006 roku Szwedów, po raz pierwszy w historii Słowacy awansowali do półfinału turnieju olimpijskiego, gdzie przegrali z Kanadą 2:3, a w meczu o 3. miejsce przegrali z Finlandią 3:5. Po Igrzyskach Olimpijskich podjęto decyzję o zatrudnieniu pierwszego w historii reprezentacji trenera zza granicy. Okazał się nim Kanadyjczyk Glen Hanlon. Miał prowadzić reprezentację do kolejnych Igrzysk Olimpijskich w Soczi w 2014 roku, jednak słabe występy w dwóch kolejnych turniejach o mistrzostwo świata w 2010 i 2011 roku gdzie Słowacja była gospodarzem które okazały się ponownie rozczarowaniem zajmując odpowiednio 12. i 10. miejsce, spowodowały, że Hanlon po MŚ 2011 został zdymisjonowany z funkcji trenera reprezentacji. Nowym trenerem Czech Vladimir Vujtek. Za jego kadencji Słowacja po pierwszy od 2003 roku zdobyła medal Mistrzostw Świata. Słowacy po wyeliminowaniu m.in. w ćwierćfinale drużyny Kanady i w półfinale Czechów, doszli do finału gdzie przegrali z Rosją 2:6.

## Historia startów w Mistrzostwach Świata

### 2000
Przełom zrodził się w 2000 roku, kiedy Słowacja po raz pierwszy w swojej historii zdobyła medal. Po zwycięstwach w fazie grupowej z Austrią, Włochami i remisie z Finlandią zdobyli pierwsze miejsce w grupie. W drugiej rundzie już tak Słowakom nie powodziło. Choć najpierw wygrali z Norwegią 9:1. To później dotknęły ich porażki z Czechami 6:2, a potem z Kanadą 4:3 coć niespodziewanie po pierwszej tercji to Słowacy prowadzili 1:0. Jednak dwa zwycięstwa dały awans do fazy pucharowej. USA były przeciwnikiem Słowaków w ćwierćfinale. Po pierwszej tercji Amerykanie prowadzili 1:0, lecz w kolejnych partiach Słowacy odrobili straty z nawiązką i wygrali 4:1. W półfinale trafili na Finów, którzy po zwycięstwie nad Szwecją byli podbudowani. Jednak Słowacy zagrali dobre spotkanie i po pierwszej tercji schodzili z przewaga dwóch bramek. Wynik został ustalony w drugiej tercji, gdy obie drużyny zdobyły po jednej bramce. Ostateczny wynik 1:3 dla Słowacji, która po raz pierwszy zagra w finale Mistrzostw Świata. W meczu o złoty medal Słowacy zagrali ze swoimi sąsiadami Czechami z którymi ponad 7 lat wcześniej tworzyli jeden zespół. Po bardzo dobrym starcie Czechów. Prowadzili przed pierwszą przerwą 3:0. Słowacy mogli marzyć o zwycięstwie. Jednak w drugiej tercji zdobyli gol kontaktowy, a w trzeciej tocząc wyrównany bój (wynik 3. tercji 2:2) przegrali 5:3. Jednak Sankt Petersburg zapamiętali dobrze zdobywając srebrny medal.

### 2001
Po bardzo dobrych występach na lodowiskach w Rosji Słowacy chcieli dalej dobrych wyników. Po pierwszych dwóch dniach Mistrzostw mieli komplet punktów po zwycięstwie nad Japonią (8:4) i Austria (5:0). Jednak kolejnym przeciwnikiem byli Finowie, którzy rozgromili Słowaków 5:2. W drugiej fazie grupowej spotkali się z reprezentacjami Ukrainy, Szwecji i Stanów Zjednoczonych. Ze wschodnimi sąsiadami poradzili sobie. Wygrywając 3:1. Z mocniejszymi drużynami było już gorzej. Skandynawowie i USA wygrali po 1:3. Słowacja awansowała z czwartego, ostatniego miejsca w grupie do ćwierćfinału. W tej fazie mieli znów za swojego przeciwnika Czechów, którzy mieli szanse obronić mistrzostwo. Na lodowisku w Hanowerze zapadł wynik 2:0 i Slovensko (w języku słowackim) musieli pakować walizki na samolot powrotny do Pragi. Słowacja została sklasyfikowana na 7. miejscu.

### 2002
Słowacy rozpoczęli mistrzostwa 2002 w tej samej grupie co polska reprezentacja z którą już w pierwszym meczu wygrali 7:0. Następnym rywalem była Ukraina pokonując ją 5:4. W ostatnim meczu grupowym Słowacy grając z Finami przegrali 1:3. Z bilansem dwóch zwycięstw i jedną porażką awansowali do drugiej fazy grupowej. Przeciwnikami zostali Szwedzi, Austriacy i Rosjanie.
W pierwszym meczu spotkali się z gospodarzami turnieju. Przed pierwszą przerwą Szwedzi prowadzili 1:0, lecz to Słowacy wygrali 2:1. Następnym rywalem była Austria (najgorsza drużyna tej fazy turnieju). Słowacy szybko wyszli na prowadzenie i po pierwszej tercji prowadzili 3:0 wygrywając mecz 6:3. Ostatnim przeciwnikiem w tej fazie była reprezentacja Zbornej pokonując ją 6:4 w meczu rozegranym w Göteborgu.

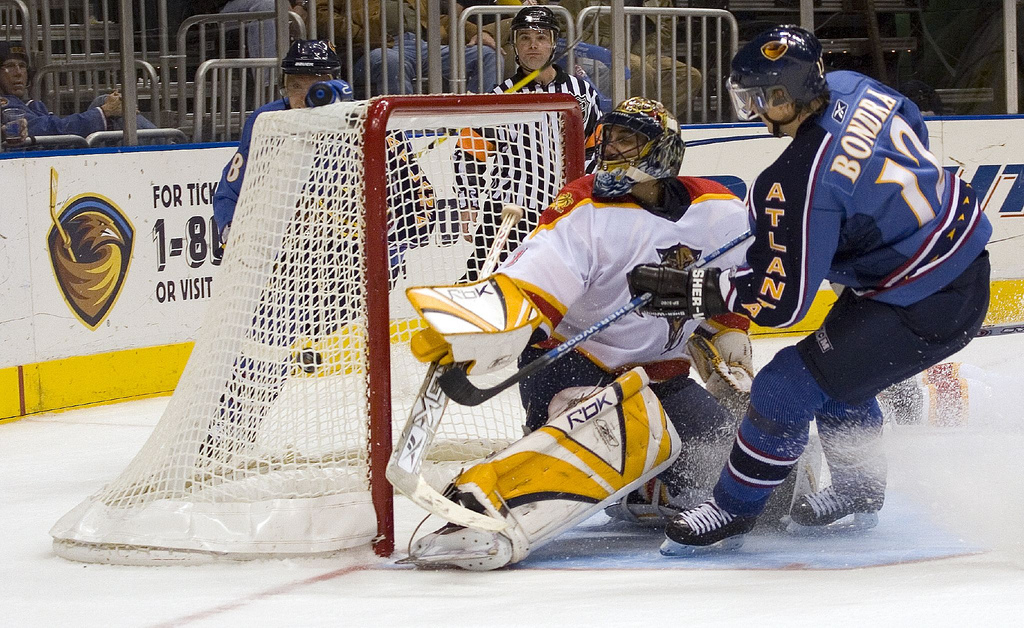
Peter Bondra został królem strzelców podczas MŚ 2002

W ćwierćfinale przeciwnikiem została Kanada, którą pokonali 3:2. A półfinale ponownie zagrali z gospodarzami imprezy, ze Szwedami. Mecz zaczął się od przewagi Szwedów. Wynikiem czego był gol na 1:0. Po przerwie padły dwa gole. Jeden dla Szwedów, a drugi dla Słowaków. Trzecią tercje wygrali Słowacy 1:0 i mecz miał trwać dalej. Zarządzano dogrywki. W tej fazie meczu nikt nie zdobył gola i o tym kto awansuje do finału zdecydowały rzuty karne w których zwyciężył zespół słowacki finałowym wynikiem meczu 3:2.
W finale Słowacja zmierzyła się z Rosją, która po raz pierwszy od dziewięciu lat zagrała w finale. Słowacy wygrali 4:3 (2:0, 1:1, 1:2) zdobywając po raz pierwszy tytuł mistrza świata. Po powrocie zespołu Bratysławy odbyły się obchody tryumfalne, podczas których prezydent Rudolf Schuster pogratulował zwycięzcom. Najlepszym strzelcem mistrzostw został Peter Bondra, a najaktywniejszym Miroslav Šatan.
W listopadzie 2002 roku została założona Galeria Sławy słowackiego hokeja na lodzie.

### 2003
W 2003 roku Słowacy bronili tytułu wywalczonego rok wcześniej. Wszystkie mecze pierwszej fazy Słowacy wygrali m.in. z Ukrainą 9:3, Japonią 10:1 i z Niemcami 3:1.
W drugiej fazie grupowej przeciwnikami stali się: Finowie, Austriacy oraz Czechy. Po pokonaniu Finów 5:1, Austriaków 7:1 Ostatni mecz w tej fazie mistrzowie zremisowali 3:3 (0:1,2:2,1:0) z Czechami.
W ćwierćfinale 7 maja 2003 Słowacy pokonali Szwajcarię 3:1, przegrywając po pierwszej tercji 0:1. W meczu o awans do finału zawodnicy Słowacji spotkali się z drużyną trzech koron. W efekcie przegranej 1:4 Słowacy zagrali o brązowy medal.
Mecz o trzecie miejsce rozgrywany był w hali Hartwall Areena w Helsinkach. Ponownie przeciwnikiem została reprezentacja Czech. Ten mecz miał inny przebieg od poprzednich spotkań. Po skutecznych atakach Słowacy prowadzili 2:1. Druga tercja nie została rozstrzygnięta padł w niej wynik 1:1, a w ostatnich dwudziestu minutach obrońcy mistrzowskiego tytułu strzelili gola. Ten wynik meczu dał Słowakom pierwszy w swej historii brązowy medal. Najbardziej skutecznym mistrzostw został Zigmund Palffy, który podczas dziewięciu meczów strzelił siedem bramek i osiem razy przy nich asystował dając 15 punktów w punktacji kanadyjskiej.

### 2004
W 2004 roku mistrzostwa świata odbyły się w Czechach, a dokładniej w stolicy- Pradze i Ostrawie. Słowacy zaliczali się do faworytów turnieju, lecz tym razem z mniejszą szansą na wygranie turnieju. Mistrzowie z 2002 roku pierwszą fazę rozgrywali na lodowisku ČEZ Aréna w Ostrawie. 24 kwietnia drużyna rozpoczęła turniej. Pierwszym przeciwnikiem została Ukraina. Po pierwszej tercji Słowacja prowadziła już 2:0 i taki wynik dowiozła do końca meczu. Dwa dni później po drugiej stronie tafli stanęła drużyna USA. Pierwsza tercja została wygrana przez Słowaków 1:0. Druga część spotkania była pełna sytuacji bramkowych. 5 z nich zostało wykorzystanych. Dwie przez Słowaków, a trzy przez zawodników zza oceanu. W ostatnich 20 minutach wynik się nie zmienił. Ostateczny wynik spotkania – 3:3. Ostatnią przeszkodą w tej fazie była Finlandia.
Po ciekawym meczu Słowacja wygrała 5:2 (2:1,1:1,2:0). Dwa zwycięstwa i jeden remis dały awans z pierwszego miejsca do drugiej rundy fazy grupowej, w której przeciwnikami były: Szwecja, Rosja i Dania.

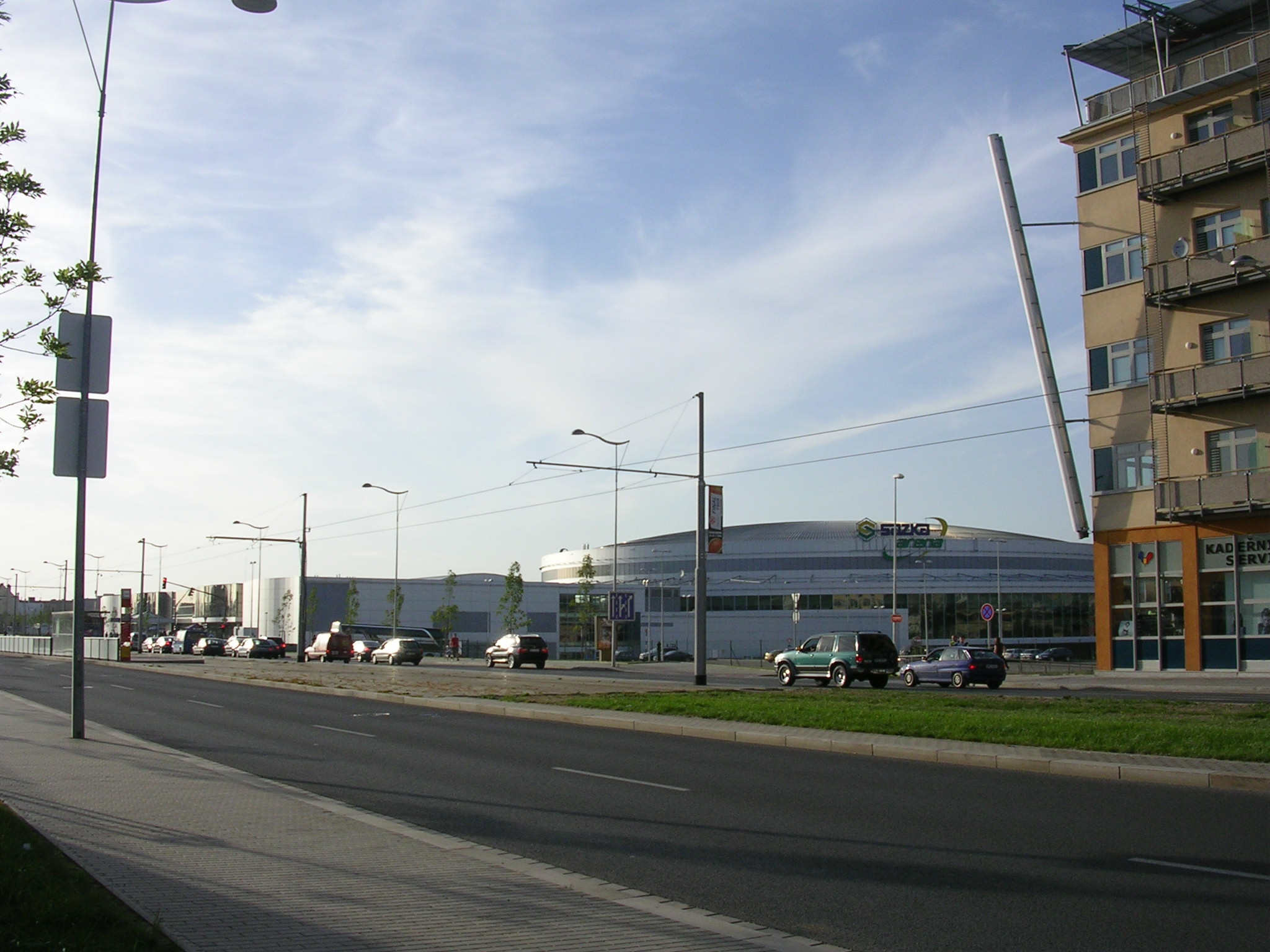
Na Sazka Arena Słowacy rozgrywali mecze fazy pucharowej

W ostatni dzień kwietnia przeciwnikiem była drużyna Zbornej, która nie podołała Słowakom przegrywając 0:2 (0:0,0:2,0:0). Dwa dni później kibice mogli być zadowoleni z formy strzeleckiej swoich pupilów. Słowacja gładko wygrała 8:0 z Danią (w tercjach 0:3,0:4,0:1). Ostatnim przeciwnikiem w tej fazie była drużyna trzech koron. Bezbramkowy remis dał awans obu drużynom do ćwierćfinałów. W meczu o przejście do fazy medalowej Słowacja zagrała ze Szwajcarią, która niespodziewanie po pierwszej tercji prowadziła 1:0, lecz skuteczne ataki Słowaków dały zwycięstwo 3:1. Kolejnym rywalem miała być Kanada. Półfinał rozgrywany w Sazka Arena został rozstrzygnięty po 60 minutach. Nie na korzyść Słowaków, którzy przegrali u tylko mogli zagrać o brązowy medal. W niedzielne popołudnie 9 maja odbył się mecz o medal. Trzy tercje nie pomogły i aby dowiedzieć się kto stanie na podium mistrzostw świata musiała rozstrzygnąć dogrywka. Również ona nie dała wyniku końcowego. Po rzutach karnych mieliśmy dowiedzieć się kto będzie brązowym medalistą mistrzostw w Pradze. Zwycięzcą zostały Stany Zjednoczone i to one wróciły do kraju z medalem. Dla pociechy do drużyny gwiazd został wybrany Zdeno Chara.

### 2005
Mistrzostwa Świata w 2005 roku odbyły się w Austrii, a 30 kwietnia pierwszy mecz. Przeciwnikiem była Białoruś, z którą formacje ataku nie mogły sobie poradzić przez ponad 40 minut. Przez ostatnie dwadzieścia minut strzelono trzy bramki z czego dwie Słowacy. Trzy dni później przeciwnikiem była drużyna Zbornej. Po meczu nie rozstrzygnięto zwycięzcy. Ostateczny wynik 3:3 (1:0,1:2,1:1). Ostatnim przeciwnikiem był gospodarz turnieju. Słowacy wygrali 8:1 i awansowali do drugiej rundy z pierwszego miejsca. Kolejny mecz był szlagierem. Czesi po dobrym początku imprezy liczyli na kolejne zwycięstwo. W ciągu pierwszych 40 minut padły wszystkie bramki spotkania. Jednak to zawodnicy ze stolicy w Pradze wygrali rywalizację – 5:1. Następnym przeciwnikiem była drużyna Szwajcarii. Słowacy przez dłuższy czas przeważali i strzelili 3 bramki przy 1 przeciwników. Ostatnim rywalem w tej fazie rozgrywek była reprezentacja z Azji, czyli Kazachstan. Niespodziewanie po pierwszej tercji widniał wynik 1:1, lecz w drugiej i trzeciej części spotkania napastnicy Słowaków byli nie do zatrzymania i po 60 minutach wiktorię odnieśli zawodnicy słowaccy. 3 zwycięstwa, 1 remis i porażka dały awans do ćwierćfinałów. Niestety los nie sprzyjał. Kanada mistrz sprzed roku wygrał ze Słowakami i już w tej fazie zakończyli mistrzostwa. Najskuteczniejszym zawodnikiem turnieju w teamie został Zigmund Pálffy. Strzelec 5 bramek i 4 krotnie asystował.

### 2006
Kolejne mistrzostwa odbyły się po raz pierwszy na Łotwie. Po raz kolejny wśród faworytów stawiano Słowaków. Jednak po słabych występach w pierwszej fazie (porażki z Białorusinami 1:2 i Rosją 3:4 oraz jedynym zwycięstwem nad Kazachstanem) podchodziło się do szans naszych południowych sąsiadów ostrożnie. Ponieważ Słowacja to czołowa reprezentacja na świecie nie miała również problemów z przejściem drugiej fazy grupowej. Przede wszystkim remis ze Szwajcarami (2:2) oraz zwycięstwa nad Szwedami (5:2) i wysokie nad Ukraińcami (8:0) dało awans do ćwierćfinałów. W tej części turnieju po raz kolejny przeciwnikiem była Kanada z którą Słowacja rok wcześniej przegrali właśnie w tej fazie. Po pierwszej tercji kibice Słowaków były uśmiechnięte (1:0), lecz w ciągu 40 minut zawodnicy z Ameryki zdobyli cztery bramki i to oni awansowali do półfinału. Po raz kolejny Słowacy wrócili z mistrzostw niezadowoleni.

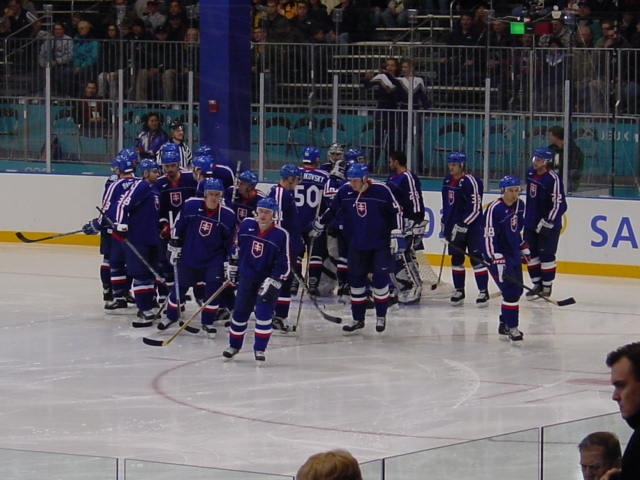
Reprezentacja Słowacji podczas igrzysk w Salt Lake City (2002).

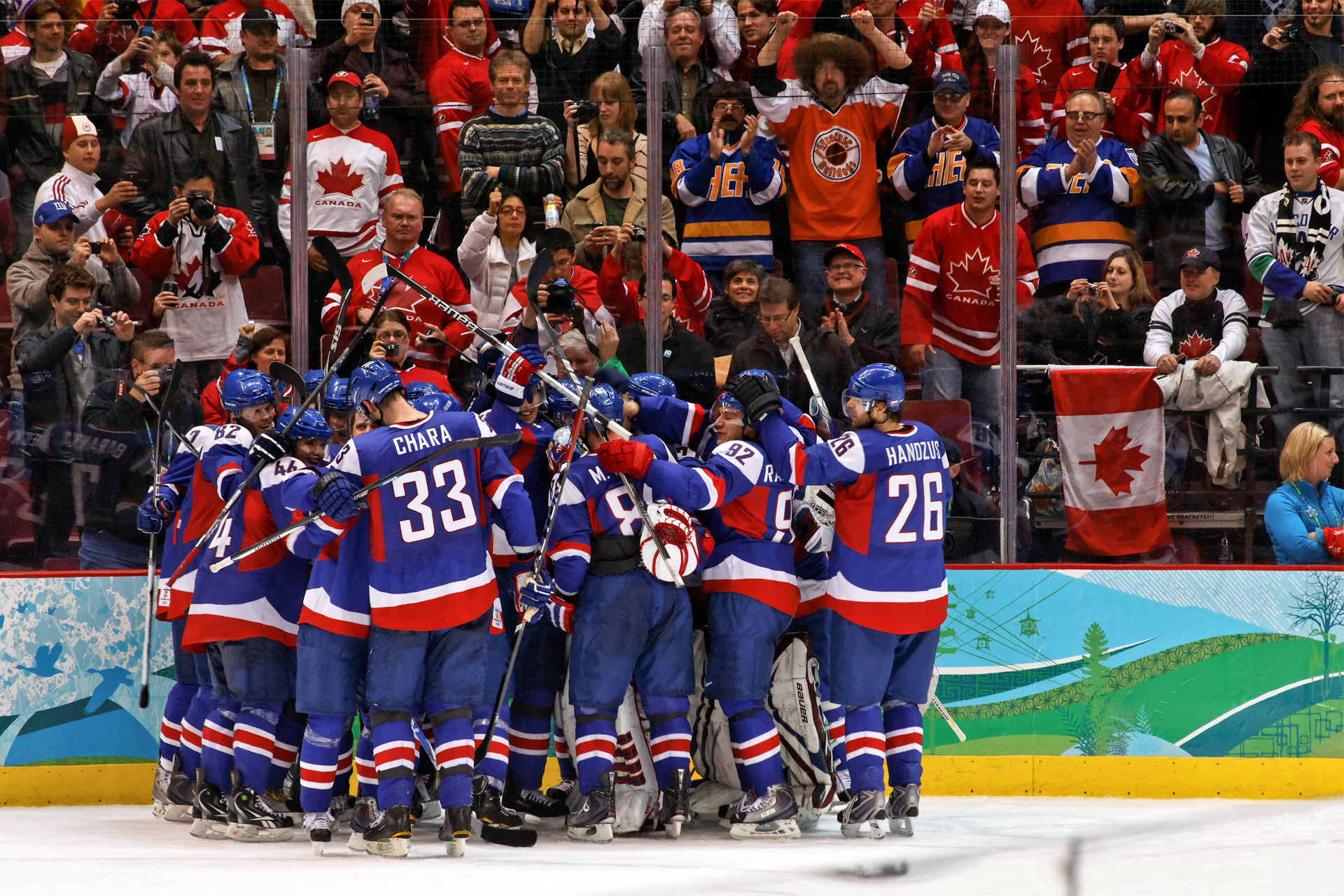
Reprezentacja Słowacji podczas igrzysk w Vancouver. Z nr 33 Zdeno Chára (2010).

## Udział w międzynarodowych turniejach
| - 1994 – 6. miejsce - 1998 – 10. miejsce - 2002 – 13. miejsce - 2006 – 5. miejsce - 2010 – 4. miejsce - 2014 – 11. miejsce - 2018 – 11. miejsce - 2022 – Brązowy medal |  | - 1993 – - 1994 – 21. miejsce (zwycięzca Grupy C) - 1995 – 13. miejsce (zwycięzca Grupy B) - 1996 – 9. miejsce - 1997 – 8 miejsce - 1998 – 7. miejsce - 1999 – 7. miejsce - 2000 – Srebrny medal - 2001 – 7. miejsce - 2002 – Złoty medal - 2003 – Brązowy medal - 2004 – 4. miejsce - 2005 – 5. miejsce - 2006 – 8. miejsce - 2007 – 6. miejsce - 2008 – 13. miejsce - 2009 – 10. miejsce - 2010 – 12. miejsce - 2011 – 10. miejsce (gospodarz) - 2012 – Srebrny medal - 2013 – 8. miejsce - 2014 – 9. miejsce - 2015 – 9. miejsce - 2016 – 9. miejsce - 2017 – 14. miejsce - 2018 – 9. miejsce - 2019 – 9. miejsce (gospodarz) - 2021 – 8. miejsce - 2022 – 8. miejsce |

| 2009−2013 | od 2014 |
|           |         |

## Szkoleniowcy
| Lp. | Lata pracy | Imię i Nazwisko | Imię i Nazwisko asystentów trenera                                                                           |
| --- | ---------- | --------------- | --- |
| 1.  | 1993–1996  | Július Šupler   | w 1993 Dušan Žiška, od 1993 František Hossa, na ZIO 1994 Vladimír Šťastný od MŚ B 1995 do MŚ 1996 Ján Selvek |
| 2.  | 1996–1997  | Jozef Golonka   | Vincent Lukáč i Dušan Žiška                                                                                  |
| 3.  | 1997–1999  | Ján Šterbák     | František Hossa oraz od MŚ 1999 Ján Starší                                                                   |
| 4.  | 1999–2002  | Ján Filc        | Ernest Bokroš i Vladimír Šťastný                                                                             |
| 5.  | PŚ 2004    | Ján Filc        | František Hossa, Ľubomír Pokovič i Vladimír Šťastný                                                          |
| 6.  | 2002–2003  | František Hossa | Ján Šterbák i Vladimír Šťastný                                                                               |
| 7.  | 2003–2006  | František Hossa | Róbert Švehla i Ľubomír Pokovič, a od sezonu 2005/2006 Ján Jaško i Jerguš Bača                               |
| 8.  | 2006–2008  | Július Šupler   | Zdeno Cíger tylko do 11 grudnia 2007, Miroslav Miklošovič i Peter Oremus                                     |
| 9.  | 2008–2010  | Ján Filc        | František Hossa i Ľubomír Pokovič                                                                            |
| 10. | 2010–2011  | Glen Hanlon     | František Hossa i Ľubomír Pokovič                                                                            |
| 11. | 2011–2013  | Vladimír Vůjtek | Peter Oremus na MŚ 2012 Jerguš Bača                                                                          |
| 12. | 2013–2015  | Vladimír Vůjtek | Peter Oremus, od ZIO 2014 Vladimír Országh                                                                   |
| 13. | 2015–2017  | Zdeno Cíger     | Miroslav Miklošovič, Ernest Bokroš, Miroslav Miklošovič, Peter Kosa, Július Šupler                           |
| 14. | 2017–      | Craig Ramsay    | Vladimír Országh, Ján Lašák, Róbert Petrovický oraz menedżer generalny: Miroslav Šatan                       |

## Stroje
| Lillehammer 1994 | MŚ 1994 | 1995 | 1996-1997 | 1998-2000 |
|                  |         |      |           |           |

| 2001-2004 | PŚ 2004 | 2005 | 2006 | 2007-2008 |
|           |         |      |      |           |

## Zastrzeżone numery
We wrześniu 2011 słowacka federacja zastrzegła na zawsze numer 38, z jakim występował w reprezentacji Pavol Demitra, który zginął 7 września 2011 w katastrofie samolotu pasażerskiego Jak-42D w pobliżu Jarosławia w Rosji.